# Magazin
Magazin est un groupe de musique pop croate originaire de Split (Croatie).

## Présentation et évolution
Le groupe a été formé en 1979 à Split. Après plusieurs départs et renouvellements de ses membres, il ne reste plus, des membres d'origine, que Željko Baričić et Nenad Vesanović qui a rejoint le groupe quelques mois après sa création. 

## Membres

### Membres d'origine
- Željko Baričić (1979 -) – guitare
- Igor Biočić (1979) – guitare basse
- Zoran Marinković (1979 - 1984) – Batterie
- Miro Crnko (1979) – Synthétiseur
- Majda Šoletić (1979 - 1982) – chanteuse

### Membres actuels
- Željko Baričić (1979 - ) – guitare
- Nenad Vesanović (1979 - ) – guitare basse
- Ante Miletić (1984 - ) – Batterie
- Ivan Huljić (2006 - ) – Synthétiseur
- Lorena Bućan (2024 - ) – chanteuse

### Anciens membres
- Zoran Marinković (1979 - 1984) – batterie
- Miro Crnko (1979) – synthétiseur
- Igor Biočić (1979) – guitare
- Majda Šoletić (1979 - 1982) – chanteuse
- Marija Kuzmić (1982 - 1983) – chanteuse
- Ljiljana Nikolovska (1983 - 1991) – chanteuse
- Danijela Martinović (1991 - 1996) – chanteuse
- Jelena Rozga (1996 - 2006) – chanteuse
- Ivana Kovač (2006. - 2010) – chanteuse
- Tonči Huljić (1979 - 2006) – synthétiseur
- Andrea Šušnjara (2010 - 2024) – chanteuse

### Albums (studio)
1. 1982. - Slatko stanje - 200 000
2. 1983. - Kokolo - 270 000
3. 1984. - O, la, la - 12 000
4. 1985. - Piši mi - 380 000
5. 1986. - Put putujem - dijamantna - 670 000
6. 1987. - Magazin (album) - dijamantna - 630 000
7. 1988. - Besane noći - dijamantna - 460 000
8. 1989. - Dobro jutro - dijamantna - 380 000
9. 1990. - Svi najveći hitovi 1983-1990
10. 1991. - Da mi te zaljubit u mene - 50 000
11. 1993. - Najbolje godine (kompilacija) - 400 000
12. 1993. - Došlo vrijeme - 430 000
13. 1994. - Simpatija - 41 000
14. 1996. - Nebo boje moje ljubavi
15. 1998. - Da si ti ja - 120 000
16. 2000. - Minus i plus - 420 000
17. 2001. - The best of br. 1
18. 2001. - The best of br. 2
19. 2002. - S druge strane mjeseca - 22 000
20. 2004. - Paaa..? - 28 000
21. 2005. - Dueti 1985.- 2005.
22. 2006. - Platinum Collection
23. 2007. - Dama i Car - 8 500
24. 2008. - Bossa n' Magazin (remix) - 5 000
25. 2010 -  Godine s Ivanom (2006-2010)
26. 2010 - Love collection (najbolje ljubavne pjesme) (1983-1989)